# Gumpert Sportwagenmanufaktur GmbH
Apollo Automobil (до 2016 года — Gumpert Sportwagenmanufaktur) — немецкий производитель спортивных автомобилей со штаб-квартирой в Денкендорфе. Роланд Гумперт — основатель компании, занимал должность директора Audi Sport. Под его руководством Audi выиграла в общей сложности 25 чемпионатов мира по ралли и 4 титула чемпиона мира по ралли.

## История
В 2001 году Роланд Гумперт предложил новое поколение моделей спортивного автомобиля, который был бы готов не только к гонкам, но и к обычной езде по улице. Роналд Майер предложил Гумперту взяться за разработку прототипа спортивного автомобиля. Audi одобрила участие Роналда Гумперта в этом проекте при условии, что новый спортивный автомобиль будет серийным продуктом.
Компания была основана в 2004 году под названием «GMG Sportwagenmanufaktur Altenburg GmbH». Марко Ванетта разработал технические рекомендации и нарисовал первые модели автомобиля. Гумперт продолжил разработку автомобиля Apollo совместно с Мюнхенским техническим университетом и Ингольштадтским университетом прикладных наук. Они помогли ему в компьютерном моделировании и испытаниях в аэродинамической трубе. Эти исследования и разработки помогли сформировать план для первой полномасштабной модели. Производство Apollo началось в октябре 2005 года.
27 июля 2008 года Apollo Sport был представлен на автомобильной выставке Top Gear в Великобритании. Машину вёл один из ведущих, Ричард Хаммонд и водитель Стиг. Apollo Sport стал новым лидером на трассе Top Gear, на 0,2 секунды быстрее, чем бывший лидер — Ascari A10. Apollo был быстрее Bugatti Veyron и Pagani Zonda на тестовой трассе Top Gear.
В августе 2013 года компания объявила о банкротстве и была ликвидирована после того, как анонимный спонсор отказался от сделки, которая могла спасти компанию.
В январе 2016 года компания была куплена гонконгским консорциумом «Ideal Team Venture», который также является владельцем марки De Tomaso. После приобретения компания была переименована в Apollo Automobil GmbH.
В марте 2016 года на Женевском автосалоне компания представила спортивный автомобиль Apollo Arrow, оснащенный 4-литровым двигателем V8 с двойным турбонаддувом и мощностью 986 л. с., может разгоняться от 0 до 100 км/ч за 2,9 секунды, а его максимальная скорость составляет 360 км/ч.
В ноябре 2016 года компания объявила, что бывший владелец и основатель Роланд Гумперт больше не связан с компанией, её текущими и будущими проектами, а также анонсировала, что новая модель будет представлена на фестивале скорости в Гудвуде в июне 2017 года.
Новая модель получила название Intensa Emozione, она оснащена атмосферным двигателем V12 объемом 6,3 л..